# برنهام (تگزاس)
برنهام، تگزاس(به انگلیسی: Brenham, Texas) شهری در ایالت تگزاس از ایالات جنوبی ایالات متحده آمریکا است. در سرشماری سال ۲۰۰۰، جمعیت این شهر ۱۳۵۰۷ نفر اعلام شد.